# John W. Gruner
John Walter Gruner (* 12. Juli 1890 in Neurode, heute Nowa Ruda; † 1981) war ein US-amerikanischer Mineraloge und Kristallograph deutscher Herkunft, der von 1923 bis 1959 an der University of Minnesota lehrte.

## Leben
Gruner emigrierte 1912 in die USA und begann ein geowissenschaftliches Studium an der University of New Mexico, das er 1917 mit dem Grad eines B.Sc. abschloss. In der Folgezeit setzte er sein Studium an der University of Minnesota fort, wo er 1919 den M.Sc. erwarb. Nachdem er für ein Jahr an der Oregon State University als Assistent unterrichtet hatte, kehrte er zur University of Minnesota zurück, wo er 1922 promovierte. In der Folgezeit stieg er an dieser Hochschule vom assistant professor zum associate professor und schließlich 1944 zum full professor auf. Das akademische Jahr 1926/27 verbrachte er an der Universität Leipzig, wo er sich bei Friedrich Rinne und Ernst Schiebold mit den Methoden der Röntgendiffraktometrie vertraut machte. Gruner war von 1947 bis 1948 Präsident der Crystallographic Society of America und von 1949 bis 1950 Präsident der Mineralogical Society of America.
Von 1919 bis zu ihrem Tod 1966 war er mit Opal Gruner, geb. Garrett verheiratet, mit der er drei Kinder hatte.

## Wissenschaftliches Werk
Schwerpunkte der wissenschaftlichen Arbeiten bildeten die Bestimmungen der kristallographischen Strukturen von Schichtsilikaten wie Dickit, Vermiculit und Glaukonit, die er mit einem selbst entwickelten Röntgendiffraktometer untersuchte. Gruner entdeckte einige Minerale, darunter 1944  Minnesotait und 1947 Groutit. Im Verlaufe seiner späten Karriere widmete er sich der Entstehung von Uranlagerstätten und der Bildung von Uranmineralen bei niedrigen Temperaturen.

## Ehrungen
- 1962 Roebling Medal
- 1963 Ehrendoktorwürde der University of New Mexico

## Schriften (Auswahl)
- Geologic reconnaissance of the southern part of the Taos range, New Mexico. Journal of Geology, Band 28, S. 731–742 (1920).
- The origin of sedimentary iron formations-the Biwabik Formation of the Mesabi range. Economic Geology, Band 17, S. 407–460 (1922).
- The Soudan Formation and a new suggestion as to the origin of the Vermillion iron ores. Economic Geology, Band 21, S. 629–644 (1926).
- The oscillation method of x-ray analysis of crystals. American Mineralogist, Band 13, S. 123–141 (1928).
- The structure of boracite. American Journal of Science, Band 15, S. 453–460 (1929).
- The crystal structures of talc and prophyllite. Zeitschrift für Kristallographie, Band 88, S. 412–419 (1933).
- Composition and structure of stilpnomelane. American Mineralogist, Band 22, S. 912–925 (1937).
- The hydrothermal alteration of feldspars in acid solutions between 300° and 400°C. Economic Geology, Band 39, S. 578–589 (1944).
- The uranium mineralogy of the Colorado Plateau and adjacent regions. Utah Geological Society, Guidebook to the Geology of Utah, Band 9, S. 70–77 (1954).